# Hymedesmia parvispicula
Hymedesmia parvispicula är en svampdjursart som beskrevs av Burton och Rao 1932. Hymedesmia parvispicula ingår i släktet Hymedesmia och familjen Hymedesmiidae.
Artens utbredningsområde är Myanmar. Inga underarter finns listade i Catalogue of Life.